# HMB-45
HMB-45 è un anticorpo mononoclonale che reagisce con un antigene presente in tumori melanocitici come i melanomi: da qui il suo nome completo di Human Melanoma Black. È conosciuto in anatomia patologica come il marker diagnostico migliore per quanto riguarda i melanomi. 
HMB-45 venne scoperto nel 1986 dai dottori Allen M. Gown e Arthur M. Vogel. L'anticorpo venne generato da un estratto di melanoma.

## Funzione, Sensibilità e Specificità
L'antigene specifico riconosciuto da HMB-45 è Pmel 17.
Reagisce positivamente a tumori melanocitici ma non ad altri: da qui la sua elevata specificità e sensibilità.
Uno studio ha determinato l'utilità diagnostica di anticorpi specifici per determinare i melanomi. HMB-45 ha avuto una sensibilità del 92%. L'anticorpo tuttavia reagisce positivamente ai melanociti fetali e alle cellule di nevi giunzionali.
Nonostante la sua elevata sensibilità HMB-45 possiede alcuni aspetti negativi. HMB-45 può essere rilevata solo nel 50-70% dei melanomi. Non reagisce bene ai nevi intradermici, melanociti normali della vita adulta, melanoma a cellule fusate e melanoma desmoplastico. 
HMB-45 non reagisce alla maggior parte dei tumori maligni che non sono melanomi, ad eccezione di tumori che mostrano melanogenesi (Esempio: schwannoma pigmentato, sarcoma a cellule chiare o tumori associati al complesso della sclerosi tuberosa (angiomiolipoma e linfoangiomioma).

## Conservazione
HMB-45 è di solito conservato a 4 gradi Celsius. A questa temperatura l'anticorpo rimarrà stabile per oltre 2 mesi senza alcuna perdita della sua qualità. Per risultati migliori deve essere utilizzato prima della sua data di scadenza. 

## Altri anticorpi con funzioni simili
Durante la diagnosi immunocitochimica di melanoma (a fini di ricerca o di clinica), gli scienziati e i professionisti medici possono utilizzare altri anticorpi comei:
- S-100;
- Melan-A;
- Tirosinasi;
- Mitf.

## Collegamenti
- Lista delle colorazioni istologiche usate nella diagnosi di patologie cutanee